# أندرياس فورجاكس
أندرياس فورجاكس (بالمجرية: Forgács András)‏ هو لاعب كرة قدم مجري، ولد في 28 أغسطس 1985 في بودابست في المجر. لعب مع نادي بودابست هونفيد.

## وصلات خارجية
- أندرياس فورجاكس على موقع Soccerway.com (الإنجليزية)